# Thierry Solère
Pour les articles homonymes, voir Solère.
Thierry Solère, né le 17 août 1971 à Nantes (Loire-Atlantique), est un homme politique français.
De 2012 à 2022, il est député de la neuvième circonscription des Hauts-de-Seine. Membre des Républicains puis de La République en marche, il est conseiller du président Emmanuel Macron.
Il est mis en examen en 2019 pour fraude fiscale, détournement de fonds publics et trafic d'influence passif puis en 2022 pour cinq nouvelles infractions.

## Biographie

### Famille et formation
Thierry Solère est né le 17 août 1971 à Nantes, dans le département de la Loire-Atlantique,. Il est le neveu de l'amiral Jean-Luc Delaunay.
À l'issue de ses études de commerce et de droit, il est titulaire d'un DESS de marketing. Il est un ancien collaborateur d'Yves Marchand, de Claude Goasguen, de Philippe Douste-Blazy et de Jean-Pierre Raffarin.
Il est divorcé et père de quatre enfants.
Il est initié en franc-maçonnerie le 10 décembre 1998 dans la loge « La Tierce Sacrée no 777 », appartenant à la Grande Loge nationale française, et en 2009 il s'affilie à une seconde loge : « L'Éternelle Lumière 1769 ». Il quitte la franc-maçonnerie le 10 novembre 2015.
Il est membre du club Le Siècle.

### Carrière professionnelle
Parallèlement à son mandat de député, il est travailleur indépendant dans le conseil en stratégie à travers Thierry Solère Conseil, activité de laquelle il tire 303 435 euros nets en 2012 et 308 885 euros nets en 2013. Il est notamment employé par le cabinet Deloitte entre 2011 et 2012.
En octobre 2014, il est embauché par l'entreprise Chimirec,, comme conseiller pour la stratégie France et International.
Après avoir dirigé les affaires publiques de la société Aliapur, éco-organisme leader du recyclage des pneumatiques usagés en France, Thierry Solère est consultant dans un grand cabinet de recrutement.

## Parcours politique

### Élu à Boulogne-Billancourt
En 2001, il est élu 14e adjoint au maire de Boulogne-Billancourt, Jean-Pierre Fourcade, chargé des sports et de la politique de la ville.
De 2004 à 2015, il est conseiller général des Hauts-de-Seine (élu dans le canton de Boulogne-Billancourt-Nord-Ouest), ainsi que vice-président du conseil général des Hauts-de-Seine.
En mai 2011, Thierry Solère, alors premier adjoint au maire de Boulogne-Billancourt, se désolidarise de l'équipe municipale après un vote sur le projet de modification du plan local d'urbanisme (PLU) relatif au nouveau projet pour l'île Seguin. Le maire Pierre-Christophe Baguet lui retire alors sa délégation de premier adjoint. Thierry Solère démissionne de son poste,.
Lors des élections municipales de 2014 à Boulogne, il soutient un dissident.
Il est tête de liste départementale Les Républicains-UDI-MoDem dans les Hauts-de-Seine, dans le cadre de la campagne de l'élection régionale de 2015 en Île-de-France conduite par Valérie Pécresse.

### Premier mandat de député
Début 2012, Pierre-Christophe Baguet, informe ses administrés qu'il ne désire pas se représenter aux élections législatives de 2012 dans la 9e circonscription de Boulogne-Billancourt et apporte son soutien à la candidature de Claude Guéant, investi par l'UMP. Thierry Solère qualifie cette candidature de « parachutage » et décide de faire acte de candidature, ce qui provoque son exclusion du parti pour trois ans,.
Durant cette campagne électorale, il continue à utiliser le sigle UMP sur ses documents de campagne, ce qui amène l'UMP à l'assigner devant le tribunal de grande instance de Nanterre au motif que « Thierry Solère a sciemment conduit sa candidature sur la base de fausses qualités ».
Le 17 juin 2012, opposé au second tour à Claude Guéant, il est élu député dans la 9e circonscription des Hauts-de-Seine avec 334 voix d'avance, et se voit aussitôt réintégré au sein de l'UMP,.
Fin juin, trois militants UMP de Boulogne-Billancourt déposent un recours en annulation auprès du Conseil constitutionnel, contenant notamment 430 attestations d'électeurs affirmant qu'ils avaient été trompés par l'utilisation mensongère du sigle de l'UMP par Thierry Solère. Le 24 octobre 2012, le Conseil constitutionnel rejette cette requête en validant l’élection de Thierry Solère pour le motif « que la notoriété nationale du candidat soutenu par l'Union pour un mouvement populaire est établie » et que « les faits dénoncés par les requérants ne peuvent être regardés comme ayant été de nature à altérer la sincérité du scrutin ».
Le 12 avril 2016, Le Monde révèle que des moyens de la Direction générale de la Sécurité extérieure (DGSE, le renseignement extérieur) ont été utilisés en 2012, hors de tout contrôle, pour surveiller Thierry Solère, alors candidat aux élections législatives à Boulogne-Billancourt face au ministre de l’Intérieur de l’époque, Claude Guéant.
Thierry Solère est nommé secrétaire national du parti en mai 2013.
En 2014, Thierry Solère déplore le manque « d’exemplarité » du personnel politique.

### Primaire de la droite de 2016

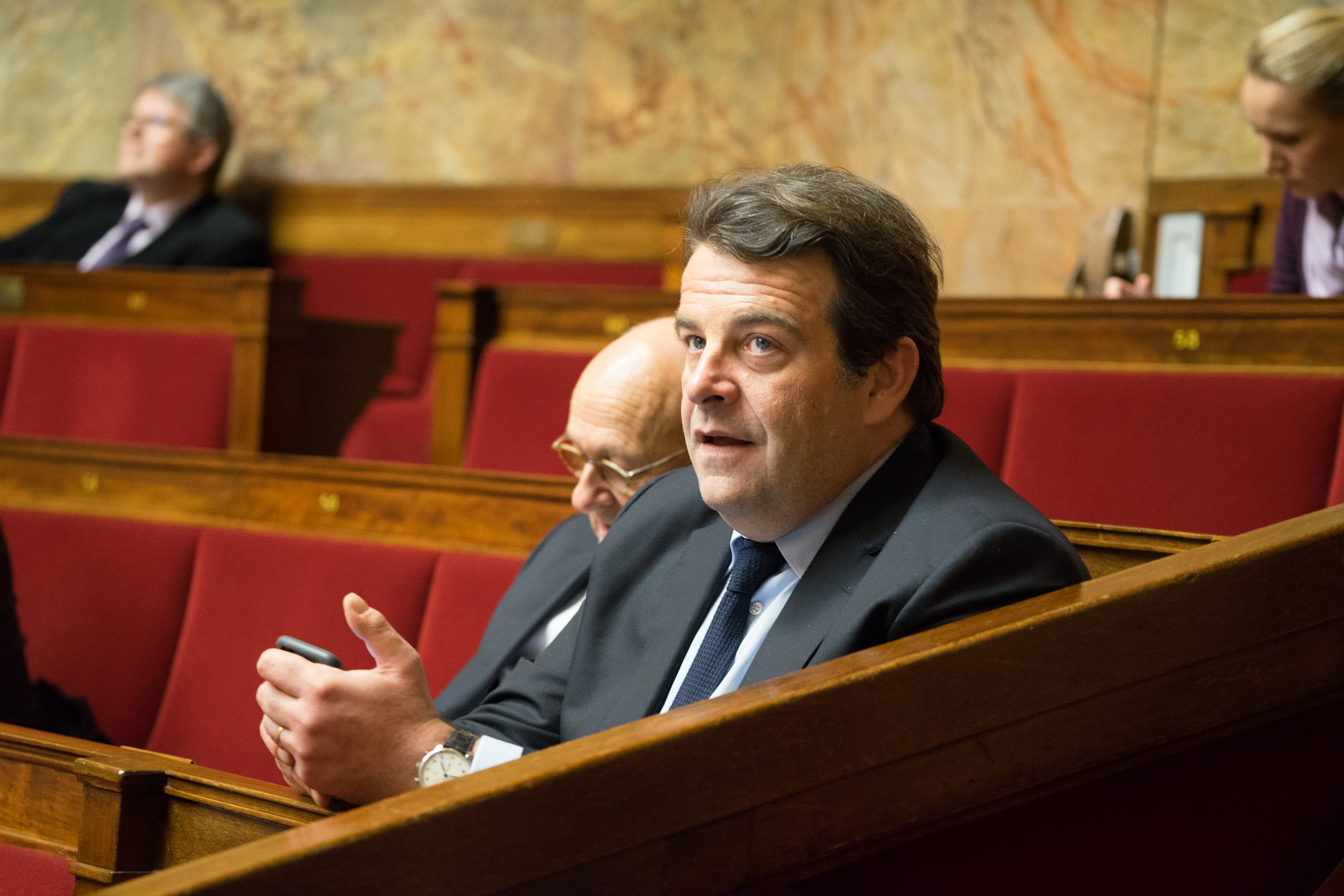
Thierry Solère en 2016.

Le 2 décembre 2014, après l'élection de Nicolas Sarkozy à la présidence de l'UMP (il avait soutenu Bruno Le Maire), il est chargé d'organiser l'élection primaire de 2016 préalable à l'élection présidentielle de 2017. Il soutient Bruno Le Maire pour la primaire, mais ne le parraine pas. Après la victoire de François Fillon, il devient l'un de ses porte-parole, fonction dont il démissionne le 3 mars 2017.

### Élection présidentielle de 2017
Le 3 mars 2017, dans le cadre de l'affaire Fillon, il fait partie des premiers membres du parti à renoncer à soutenir le candidat LR à l'élection présidentielle, appelant ensuite en vain à ce qu'Alain Juppé le remplace. Après l'élection d'Emmanuel Macron à la présidence de la République, il se rapproche de celui-ci. Il en résulte qu'il est poussé à la démission du groupe Les Républicains du conseil régional d'Île-de-France en mai 2017.
Lors des élections législatives de 2017, il est candidat à sa réélection dans la 9e circonscription des Hauts-de-Seine, avec le nutritionniste Jean-Michel Cohen comme suppléant. Sans adversaire de La République en marche, il obtient 42,60 % des voix au premier tour. Il est réélu à l'issue du second tour, avec 56,53 % des voix.
Visé par une plainte pour suspicion de fraude fiscale, il n'est pas nommé au gouvernement, contrairement à ce qu'il souhaitait.

### Élections législatives de 2017
Le 20 juin 2017, il annonce la création du groupe les Constructifs : républicains, UDI et indépendants qui appuiera la majorité présidentielle au cas par cas, tout en étant inscrit administrativement comme groupe d'opposition, ce qui permet à Thierry Solère d'obtenir l'un des trois postes de questeur, celui traditionnellement alloué à l'opposition.
Au début de la XVe législature, le Journal du Dimanche le classe parmi « les 10 députés qui vont peser dans le quinquennat » en relevant que « les élus de droite qui composaient sa petite bande du "Bellota-Bellota" — du nom d'un restaurant où ils avaient pris l'habitude de se réunir — sont désormais Premier ministre, ministres ou conseiller à Matignon ». Il concentre cependant les critiques d'élus de plusieurs bords, qui dénoncent de l'opportunisme et de la duplicité dans son comportement,. Au bout de six mois de législature, il est l'un des députés les moins actifs selon le classement établi par Capital : la revue indique qu'il « ne compile que 3 interventions dans l’hémicycle, 3 présences en commissions et reste absent de nos autres radars ».
À la suite des nombreuses affaires le concernant, il renonce à se représenter pour les élections législatives de 2022.

### Membre de La République en marche
Thierry Solère est exclu des Républicains le 31 octobre 2017. Ami intime d’Édouard Philippe, il adhère à La République en marche (LREM) le 25 novembre 2017. Dans le même temps, il quitte le groupe Les Constructifs qu'il avait contribué à fonder et qui devient le groupe UDI, Agir et indépendants, pour rejoindre le groupe La République en marche. Pour justifier son adhésion à REM plutôt qu'au nouveau parti Agir, il indique ne pas avoir voulu « mettre [son] énergie à reconstituer des vieilles formations politiques ».
Après avoir souhaité s'y maintenir jusqu'en octobre 2018, il annonce renoncer, sous la pression du président de l'Assemblée nationale, François de Rugy, à sa fonction de questeur dès début 2018 pour éviter que LREM ne détienne les trois sièges.
Quelques semaines plus tard, il est fragilisé par une polémique portant sur des informations qu'il aurait reçues de la part de Jean-Jacques Urvoas, ministre de la Justice de l'époque, sur une enquête pour fraude fiscale le concernant. Le délégué général de LREM, Christophe Castaner, annonce alors que le comité éthique de LREM va être saisi ; Thierry Solère risque l'exclusion du parti si les faits sont avérés.
Après les élections européennes de 2019 et le départ de Gilles Boyer de Matignon, il devient, selon L'Opinion, « le nouvel agent de liaison (officieux) du Premier ministre au sein de la majorité », dont il est « proche de longue date », et est « en contact direct avec Philippe Grangeon, le conseiller spécial d’Emmanuel Macron ».
Certains cadres de LREM envisagent son investiture comme tête de liste aux élections municipales de 2020 à Boulogne-Billancourt mais ne donnent pas suite à cette hypothèse. Selon Mediapart, il influe sur le choix de LREM d'investir comme tête de liste à Courbevoie Aurélie Taquillain, ex-LR et adjointe à la petite enfance, contre l'avis de nombreux militants LREM locaux.
En novembre 2020, Thierry Solère et Stéphane Séjourné annoncent qu'ils vont renforcer leur rôle politique auprès du président de la République, Emmanuel Macron, en tant que conseillers officieux,.

### Activité politique informelle
Il est l'un des principaux artisans de la campagne d’Emmanuel Macron pour l'élection présidentielle de 2022. Bénévole et occupant un bureau au deuxième étage de l’Élysée, il est en particulier chargé de négocier des ralliements de personnalités de droite. Il est présenté par Libération en 2024 comme un « baron noir » de la droite, organisant chez lui des rencontres discrètes entre Marine Le Pen et Édouard Philippe, recevant également Jordan Bardella ou Sébastien Lecornu. Le dîner d’Édouard Philippe avec Marine Le Pen indigne une partie du camp présidentiel,.

## Controverses

### Affaires judiciaires
En date du 3 mars 2023, Thierry Solère est poursuivi pour treize infractions. Cela fait de lui l'homme politique le plus mis en examen de France.

#### Mise en examen pour fraude fiscale, détournement de fonds publics et trafic d'influence

##### Révélation de la presse et enquête judiciaire
Mediapart, en septembre 2016, puis Le Canard enchaîné, en février 2017, affirment que Thierry Solère fait l'objet d'une enquête préliminaire pour fraude fiscale ouverte le 6 septembre 2016 par le parquet de Nanterre. Thierry Solère n'aurait pas payé une partie de ses impôts sur le revenu de 2010 à 2013 et la taxe foncière de 2013. Le Canard enchaîné indique qu'il aurait mal déclaré ses revenus sur plusieurs années consécutives et aurait fait l'objet d'une procédure de rectification avec application de la majoration de 40 % (correspondant à une absence de bonne foi du contribuable).
Début juillet 2018, alors que les chefs de trafic d'influence, de corruption, d'abus de biens sociaux, de financement illicite de dépenses électorales et de manquements aux obligations déclaratives auprès de la Haute Autorité pour la transparence de la vie publique (HATVP) ont été ajoutés au dossier, le parquet de Nanterre demande à l'Assemblée nationale la levée de l'immunité parlementaire de Thierry Solère. La Justice le soupçonne d’avoir utilisé sa position d’élu pour favoriser des entreprises pour lesquelles il travaillait en parallèle et d'avoir accordé un emploi fictif comme assistante parlementaire à la conjointe d’un ancien employeur. L’Assemblée lève son immunité le 11 juillet suivant.
Le 17 juillet 2018, Thierry Solère est placé en garde à vue, puis libéré après 37 heures sur avis médical.
Le 1er février 2019, une information judiciaire est ouverte dans le cadre de cette enquête. Le 11 octobre 2019, il est mis en examen pour sept chefs d'infractions, dont fraude fiscale, détournement de fonds publics par dépositaire de l'autorité publique et trafic d'influence, ces faits portant sur une période comprise entre 2003 et 2017,. Il est soupçonné d’avoir utilisé ses frais de mandat pour régler des amendes et des frais courants, dont abonnements à des organismes. Mis en examen pour « trafic d’influence passif ». Thierry Solère est soupçonné d’avoir « usé de son influence en vue de faire obtenir des marchés » à des sociétés immobilières entre 2007 et 2017 et à une société de conseil, entre 2011 et 2012. Il se désiste de sa plainte en diffamation contre Le Canard enchaîné après sa mise en examen.
Le 30 mars 2022, la belle-mère de Thierry Solère est mise en examen pour recel de détournement de fonds publics. Elle est soupçonnée d’avoir occupé un emploi fictif à l’Assemblée nationale entre 2015 et 2016. Le cabinet Deloitte qui a employé Thierry Solère entre 2011 et 2012 est mis en examen le 1er avril 2022 pour trafic d’influence actif.

##### Note confidentielle du ministère de la Justice
Le Canard enchaîné indique le 13 décembre 2017 que Jean-Jacques Urvoas aurait transmis, dans l’entre-deux-tours de l’élection présidentielle, des informations confidentielles à l'élu des Hauts-de-Seine Thierry Solère. Jean-Jacques Urvoas est alors garde des Sceaux, et Thierry Solère visé par une enquête pour fraude fiscale, blanchiment et trafic d'influence. Selon l'hebdomadaire, « au mépris du secret inhérent à sa fonction, le garde des sceaux a donc envoyé à un justiciable une note confidentielle émanant de la Direction des affaires criminelles et des grâces détaillant les investigations en cours à son sujet ». Il s'agissait de la « fiche action pénale » de l'enquête préliminaire ouverte à son encontre.
Une copie de ce document, transmis à Thierry Solère par la messagerie chiffrée Telegram, est découverte le 26 juin lors d'une perquisition à son domicile.

#### Non déclaration d’une société de conseil à la HATVP
Une autre enquête cible la société de conseil de son épouse qui ne figurerait pas dans les déclarations d’activité auprès de la Haute Autorité pour la transparence de la vie publique (HATVP), ce qui est cependant normal puisque cette société n'avait plus d'activité.

### Soupçons de conflits d’intérêts

#### Chimirec
Thierry Solère, député des Hauts-de-Seine, a été rémunéré 12 000 euros bruts par mois à partir de 2014 par le groupe Chimirec, spécialisé dans la gestion des déchets, pour des activités de conseil. Cette activité alimente un soupçon de conflit d'intérêts,. Un dirigeant de Chimirec interrogé par le Canard enchaîné dit ne l'avoir « jamais vu ».

#### Aliapur
Selon le quotidien Le Monde, Thierry Solère travaille de 2003 à 2012 comme consultant pour l'entreprise Aliapur, ainsi que son épouse, qui y exerce pendant plusieurs années le rôle de chargée de communication. Le quotidien rapporte que Thierry Solère, « d’abord lobbyiste, [il] a continué à conseiller la société entre 2007 et 2012 alors qu’il était le suppléant du député des Hauts-de-Seine, Pierre-Christophe Baguet, puis a employé la femme du directeur général lorsqu’il était lui-même député », faisant référence à l'embauche d'Isabelle Fabiew comme assistante parlementaire en 2014.

### Questure de l'Assemblée nationale
Le 21 juin 2017, Thierry Solère a annoncé la création d’un groupe parlementaire « Les Républicains constructifs UDI et indépendants », distinct du reste des Républicains (LR) pour « accompagner les réformes qui vont dans le bon sens, s’opposer quand il le faudra » à la politique d’Emmanuel Macron. Le 28 juin, les députés devaient élire trois questeurs, chargés de superviser les services financiers et administratifs de l'Assemblée nationale. Traditionnellement, depuis 1973, deux font partie de la majorité, le troisième poste est lui accordé à l'opposition. Thierry Solère est élu à la questure, Les Constructifs s’étant déclarés « groupe d’opposition », aux dépens du premier groupe d'opposition, les Républicains. Le président du groupe Les Républicains à l'Assemblée nationale, Christian Jacob, dénonçant une atteinte aux « droits de l'opposition », le groupe LR décide en conséquence de boycotter le bureau de l'Assemblée, au sein duquel deux postes de vice-présidents lui étaient réservés. Le 26 novembre, Thierry Solère devient membre de la majorité en adhérant à La République en marche, tout en restant questeur élu dans l'opposition.
Sous la pression du président de l'Assemblée et de l'Élysée, Thierry Solère renonce le 29 novembre à sa fonction de questeur et aux avantages matériels afférents.

## Détail des mandats et fonctions

### À l’Assemblée nationale
- 2012 - 2022 : député de la 9e circonscription des Hauts-de-Seine

### Au niveau local
- 2015 : membre du conseil régional d'Île-de-France (président du groupe Les Républicains de fin 2015 à mai 2017[30])
- 2004 - 2015 : membre du conseil général des Hauts-de-Seine (élu dans le canton de Boulogne-Billancourt-Nord-Ouest), vice-président chargé du développement économique et du très haut débit[2]
- 2001 - 2012 : membre du conseil municipal de Boulogne-Billancourt

### Au sein de partis politiques
Spécialiste des nouvelles technologies, il dirige la campagne Internet de Nicolas Sarkozy lors de l'élection présidentielle de 2007.
Thierry Solère est nommé fin 2014 par l'ensemble du bureau politique de l’UMP comme président du comité d'organisation de la primaire de la droite et du centre, qui a eu lieu les 20 et 27 novembre 2016,.

## Publications
Thierry Solère est co-auteur avec Christophe Barge du livre La ville de demain, publié en 2014 aux éditions du Cherche Midi.

## Distinction
Le 7 mai 2007, Thierry Solère est nommé chevalier de l'ordre national du Mérite, distinction remise au palais de l'Élysée le 25 février 2008 par le président de la République Nicolas Sarkozy.